# Samuel Beakes

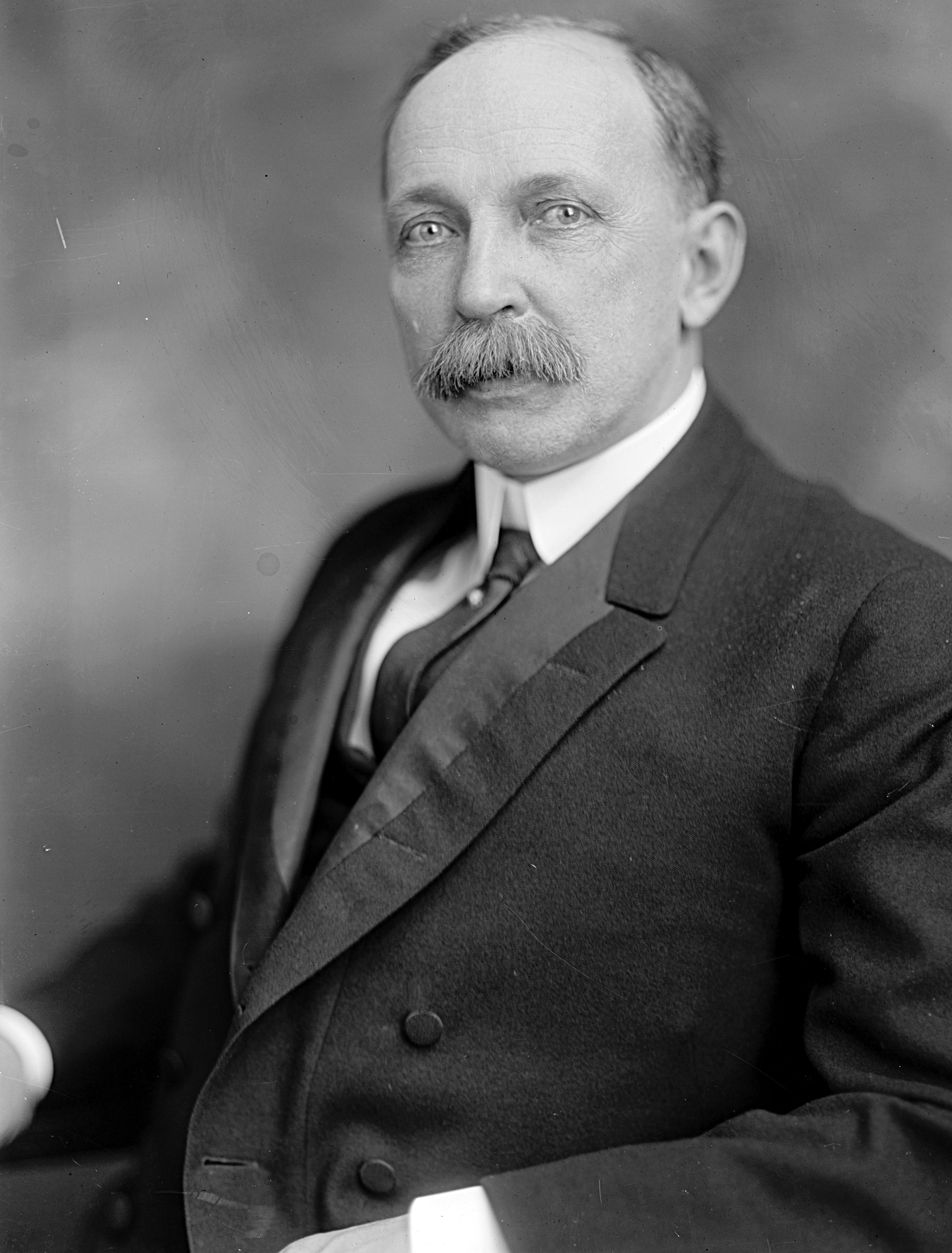
Samuel Beakes

Samuel Willard Beakes (* 11. Januar 1861 in Burlingham, Sullivan County, New York; † 9. Februar 1927 in Washington, D.C.) war ein US-amerikanischer Politiker. Zwischen 1913 und 1919 vertrat er zweimal den Bundesstaat Michigan im US-Repräsentantenhaus.

## Werdegang
Samuel Beakes besuchte die Wallkill Academy in Middletown. Nach einem anschließenden Jurastudium an der University of Michigan in Ann Arbor und seiner im Jahr 1883 erfolgten Zulassung als Rechtsanwalt begann er in Westerville (Ohio) in seinem neuen Beruf zu arbeiten. Dort wurde er im Jahr 1884 Verleger und Herausgeber der Zeitung „Westerville Review“. Außerdem gab er in von 1884 bis 1906 in Adrian und Ann Arbor Zeitungen heraus. 
Politisch war Beakes Mitglied der Demokratischen Partei. Von 1888 bis 1890 amtierte er als Bürgermeister von Ann Arbor. In dieser Stadt bekleidete er in den folgenden Jahren noch verschiedene andere Ämter. So war er von 1891 bis 1893 und von 1903 bis 1905 Stadtkämmerer sowie von 1894 bis 1898 Posthalter. Zwischen 1906 und 1913 war er städtischer Steuerschätzer. Im Jahr 1916 nahm Beakes als Delegierter an der Democratic National Convention in St. Louis teil, auf der US-Präsident Woodrow Wilson zur Wiederwahl nominiert wurde.
Bei den Kongresswahlen des Jahres 1912 wurde Beakes im zweiten Wahlbezirk von Michigan in das US-Repräsentantenhaus in Washington gewählt, wo er am 4. März 1913 die Nachfolge von William Wedemeyer antrat. Nach einer Wiederwahl im Jahr 1914 konnte er zunächst bis zum 3. März 1917 zwei Legislaturperioden im Kongress absolvieren. In dieser Zeit wurden dort der 16. und der 17. Verfassungszusatz verabschiedet. Bei den Wahlen des Jahres 1916 unterlag er dem Republikaner Mark R. Bacon, der am 4. März 1917 seine Nachfolge im Kongress antrat. Samuel Beakes legte aber gegen diesen Wahlausgang Beschwerde ein. Nachdem diesem stattgegeben worden war, konnte er am 13. Dezember 1917 sein Mandat im Repräsentantenhaus wieder einnehmen und Bacon aus dem Kongress verdrängen. Bis zum 3. März 1919 beendete er dort die laufende Legislaturperiode. Diese Zeit war weitgehend von den Ereignissen des Ersten Weltkrieges geprägt.
Bei den Kongresswahlen des Jahres 1918 unterlag Beakes dem Republikaner Earl C. Michener. Nach seinem Ausscheiden aus dem US-Repräsentantenhaus blieb er in der Bundeshauptstadt. Zwischen April und Juli 1919 arbeitete er für das US-Handelsministerium; von 1919 bis 1927 gehört er dem Bundesveteranenausschuss an. Samuel Beakes starb am 9. Februar 1927 in Washington und wurde in Ann Arbor beigesetzt.